# Kościół św. Marcina w Warszawie

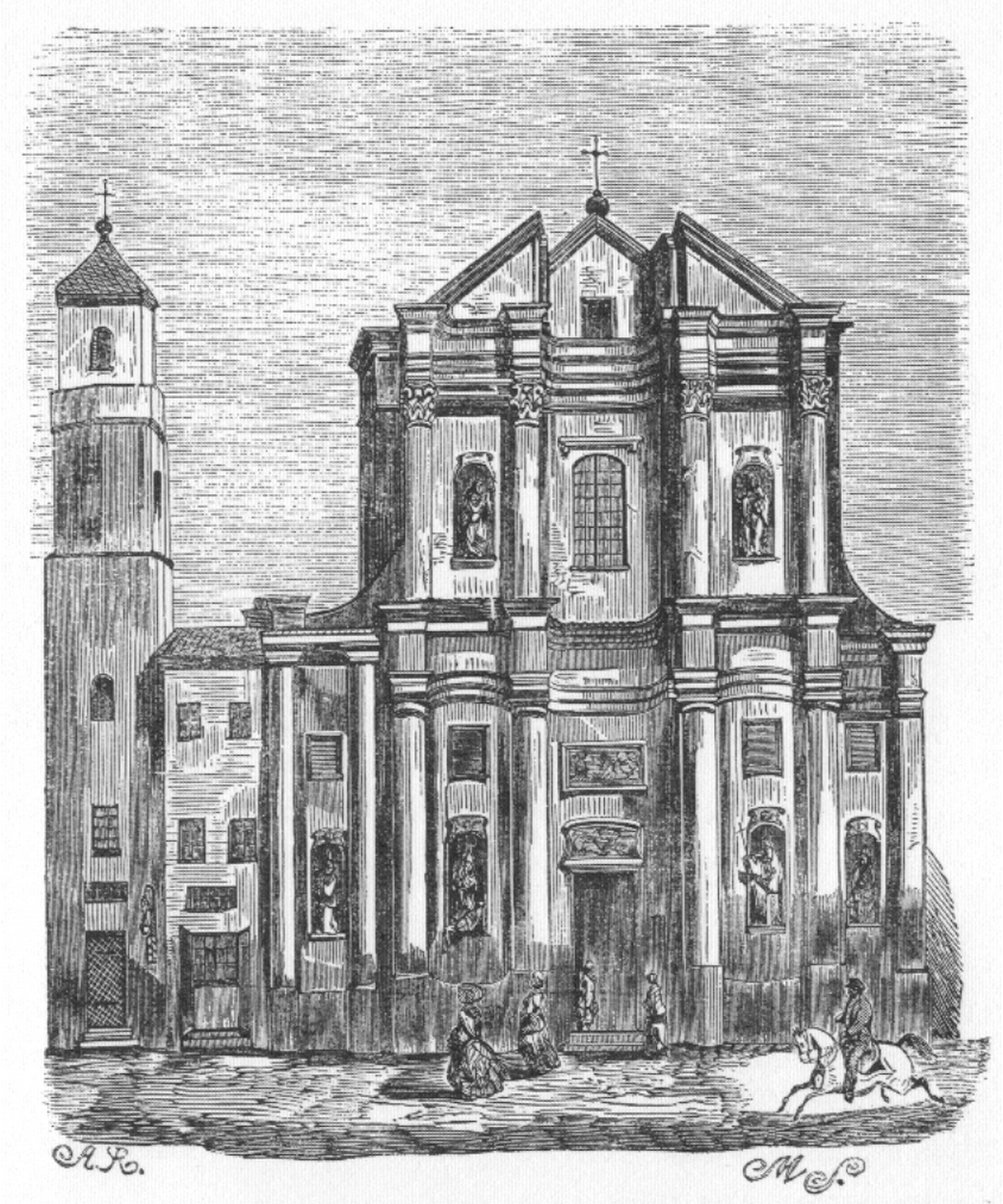
Kościół na drzeworycie Drzeworyt Michała Starkmana z ok. 1855

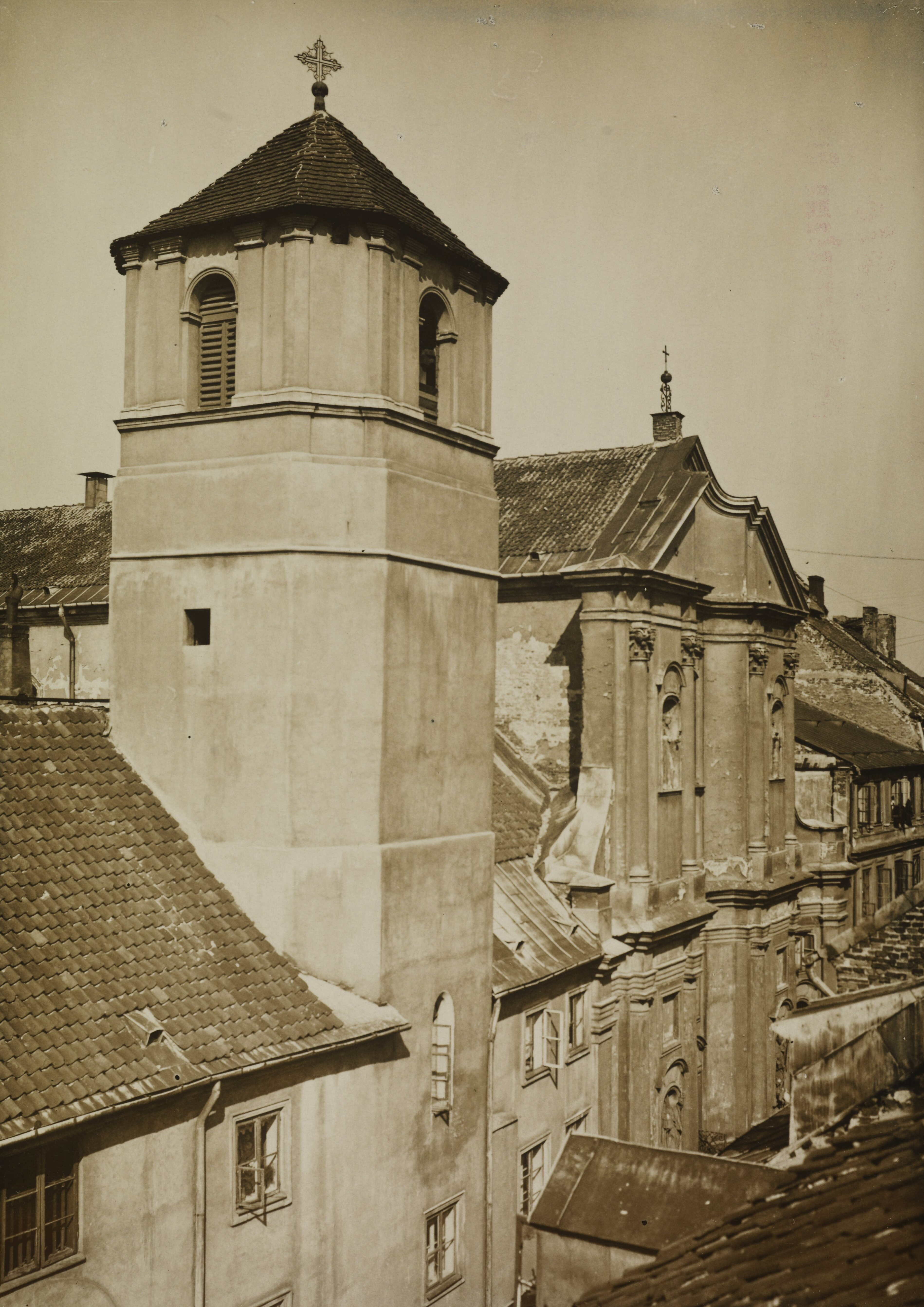
Świątynia przed 1939 rokiem

Kościół św. Marcina – kościół znajdujący się przy ul. Piwnej, na Starym Mieście w  Warszawie.

## Historia
Kościół został ufundowany wraz z klasztorem augustianów w 1353 roku. Papież Innocenty VI wydał 5 lipca 1356 r. księciu Ziemowitowi III i jego żonie Eufemii przywilej sprowadzenia na Mazowsze augustianów. Ziemowit obiecał wybudować trzy klasztory: w Rawie, Warszawie i Ciechanowie. Tak więc data wybudowania kościoła, 1353 r., może być nieścisła. W przywileju papieskim są też wymienione nazwy kościołów. Warszawski miał być pod wezwaniem Świętego Ducha, św. Marcina i św. Doroty. Pierwszy kościół powstał ok. 1380 pod wezwaniem św. Marcina i św. Doroty. 
Tak opisuje przywołany w przypisach J. Bartoszewicz pierwotny wygląd świątyni (pisownia oryginalna z pominięciem akcentów é):

Otrzymawszy bullę papieską, książę kościół wymurował w postaci krzyża. Po obudwu zaś jego bokach postawił kaplice: po prawej ze strony Ewangielii ś-go. Ducha, po lewej ś-tej Doroty. Kaplica ś-go Ducha służyła jako przedsionek kościołowi: obok niej książę wzniósł zakrystyją. Klasztor wybudował na południe, a od przedsionka zakreślił cmentarz dla chowania zmarłych. Przez cmentarz także wchodziło się do kościoła. Z tyłu poza temi zabudowaniami zostawił pole na ogród. Fundusz był na utrzymanie dwunastu księży. Oddawszy potem kościół augustyjanom, podarował im jeszcze książę do wielkiego ołtarza obraz przeniesienia Najświętszej Panny, który potem zasłynął cudami.

Dzięki wsparciu księcia Ziemowita augustianie znaleźli się również w posiadaniu siedmiu wiosek oraz miasteczka Cegłów.
Na terenach darowanych przez księżnę Annę augustianom wybudowali oni Szpital św. Ducha (obecnie nie istnieje). Był to drugi szpital pod tym wezwaniem (pierwszy znajdował się przy bramie Nowomiejskiej).
Tak to opisuje J. Bartoszewicz:

... Chciała żeby księża augustyjanie, którzy tyle dóbr posiadali, swoim kosztem wystawili szpital dla chorych, dowodziła albowiem, że dobra te przydzielone były do kaplicy ś-go Ducha i że na ten cel jedynie ofiarowane, przyobiecując uroczyście, że i majątek i zarząd szpitala pozostanie na zawsze przy zakonie. … Kiedy stanął szpital, księżna zawarła komplanacyją z augustyjanami, w której zapowiedziała im zarząd jego, … obiecywała dalej, że za życia do utrzymania szpitala dokładać się będzie, jakoż miała dawać co rok 60 kop żyta i po 40 dukatów...

I pomimo że ugodę tę spisaną w 1442 zatwierdził papież Eugeniusz IV a wykonanie jej polecił nuncjuszowi Jędrzejowi Pallatio, księżna Anna ugody nie dotrzymała, na kościół i szpital nie łożyła, a w testamencie (1458) władzę nad szpitalem oddała lazarystom.
Pożar w 1478, który strawił całą ulicę Piwną aż po zamek, całkowicie zniszczył wnętrze kościoła. Popękały marmurowe ołtarze, spłonęły obrazy i ozdoby kościelne. Ocalał jedynie obraz z wielkiego ołtarza. Spłonęły także drewniany dach i część dokumentów augustianów znajdujących się w klasztorze. W czasie odbudowy w 1494 przeniesiono zakrystię do kaplicy Wszystkich Świętych. Odnotowano, że ołtarz Pocieszenia Najświętszej Panny odnowił po pożarze kolator Kacper Rzepcha – mieszczanin warszawski.
W XVI wieku w świątyni odbywały się sejmiki generalne oraz sejmiki relacyjne województwa mazowieckiego. Aby zapobiec pijackim burdom i przyspieszyć tok obrad, szlachta uczestniczyła w sejmikach w kościele na czczo, a obrady rozpoczynały się rano. W 1695 sejmikująca szlachta sprofanowała świątynię rozlewem krwi, w wyniku czego musiała być ona ponownie poświęcona.
W XVII i XVIII wieku kościół został przebudowany i odrestaurowany. W 1744 roku nową barokową fasadę zaprojektował architekt Karol Bay.
Według J. Bartoszewicza (pisownia oryginalna z pominięciem akcentów é):

W r. 1824 i 1825 zajął się zupełną restauracyją gmachów kościelnych ksiądz przeor Alipi Niedzielski. Ołtarz wielki razem z dwoma obok kazał pozłocić, odczyścić i wylakierować. Toż samo wielkie presbiteryjum i ambonę odnowił, a jedno i drugie wyzłocił. Chór dla kapeli dał wymalować, organy wyporządził, świeżą przozdobił malaturą, zakrystyją także wyporządził, sklepienie kościoła umocnił. Dach pod dachówkę cały kazał wybielić. Klasztor poprzednio był jeszcze, zaraz po rewolucyi francuskiej wyporządzony wewnątrz i zewnątrz i dachówką przykryty. Ksiądz Alipi miał także z akt klasztornych spisać historyją kościoła warszawskiego ś-w Marcina, ale do tego nie przyszło

Zniszczona w 1944 świątynia została po wojnie odbudowana. Jej wnętrze jest jednak w dużej mierze nowoczesne, wykonane według projektu siostry Almy Skrzydlewskiej. Na prawym filarze nawy widnieje tablica pamiątkowa poświęcona pamięci harcerek poległych w okresie od 1939–1945 oraz żołnierzy 1 Samodzielnej Brygady Spadochronowej i cichociemnych. Na bocznym filarze nawy głównej umieszczono dolną część zniszczonego przez Niemców krucyfiksu z XVII wieku, znajdującego się w tym miejscu przed 1944. Na ścianach bocznych umieszczono stacje drogi krzyżowej wykonane w technice sgraffito przez s. Skrzydlewską.
W 1965 roku świątynia wraz z dzwonnicą i klasztorem została wpisana do rejestru zabytków. 
24 maja 1977 rozpoczęła się w kościele tygodniowa głodówka opozycjonistów na rzecz uwolnienia aresztowanych robotników i działaczy KOR. Uczestniczyli w niej m.in. Stanisław Barańczak, Bohdan Cywiński, Jerzy Geresz, o. Aleksander Hauke-Ligowski OP, Ozjasz Szechter, Kazimierz Świtoń i Henryk Wujec. Funkcję rzecznika prasowego głodujących pełnił Tadeusz Mazowiecki.
Kościół pełni funkcję kościoła rektorskiego sióstr franciszkanek służebnic Krzyża, znanych z prowadzenia zakładu dla ociemniałych w Laskach. W kościele tym spotykały się pierwsze grupy Odnowy w Duchu Świętym w Polsce. Kościół św. Marcina pełni tradycyjnie istotne role związane z nabożeństwami ekumenicznymi oraz duszpasterstwem środowisk warszawskiej inteligencji. Funkcję rektora kościoła pełni ks. Sławomir Opaliński.
W świątyni są przechowywane szczątki Władysława Korniłowicza.

## Galeria

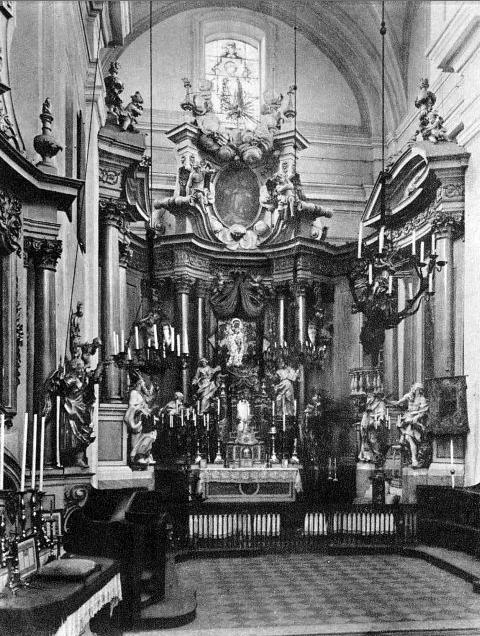
Ołtarz główny przed 1939
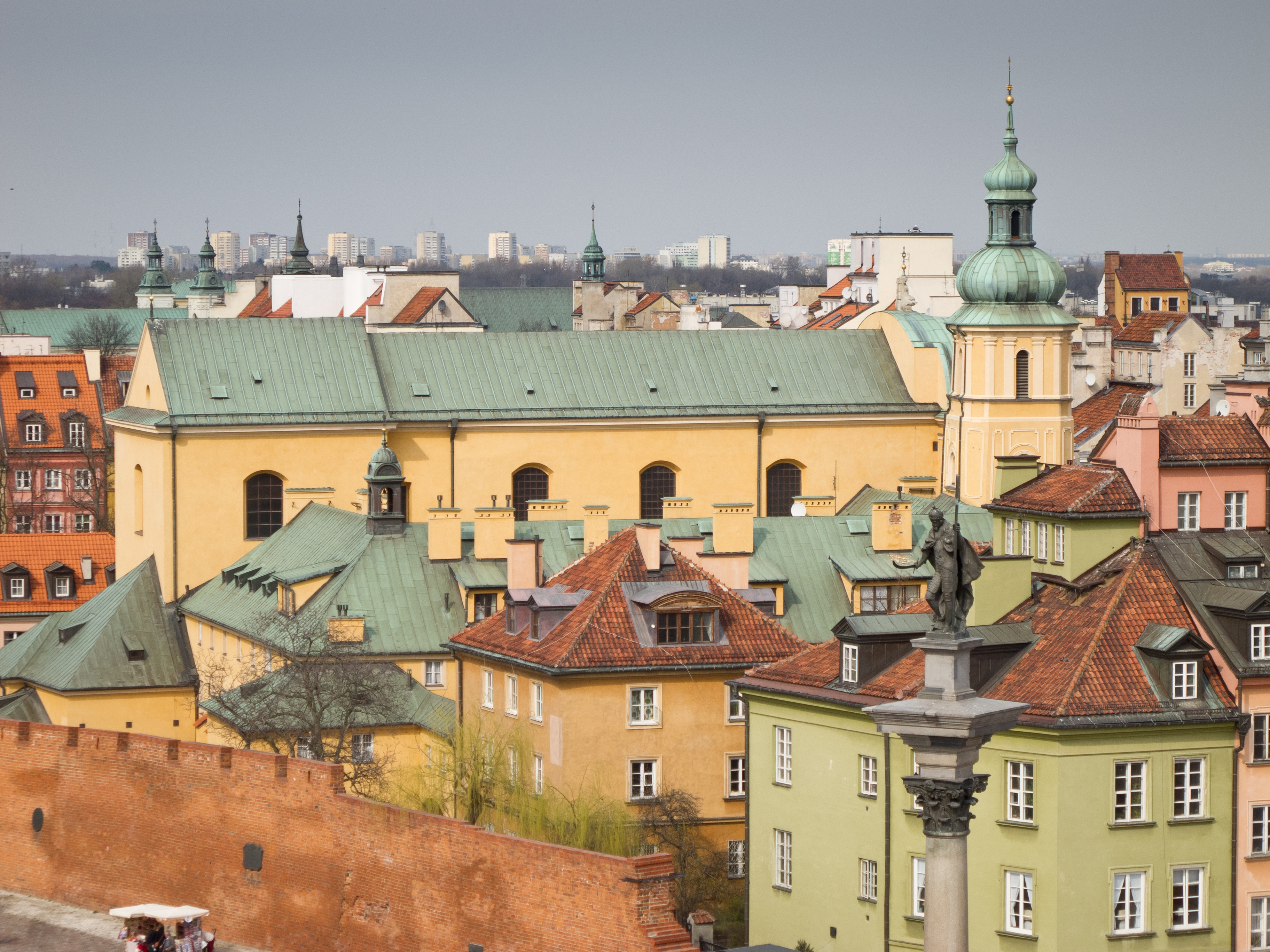
Świątynia widziana z wieży kościoła św. Anny
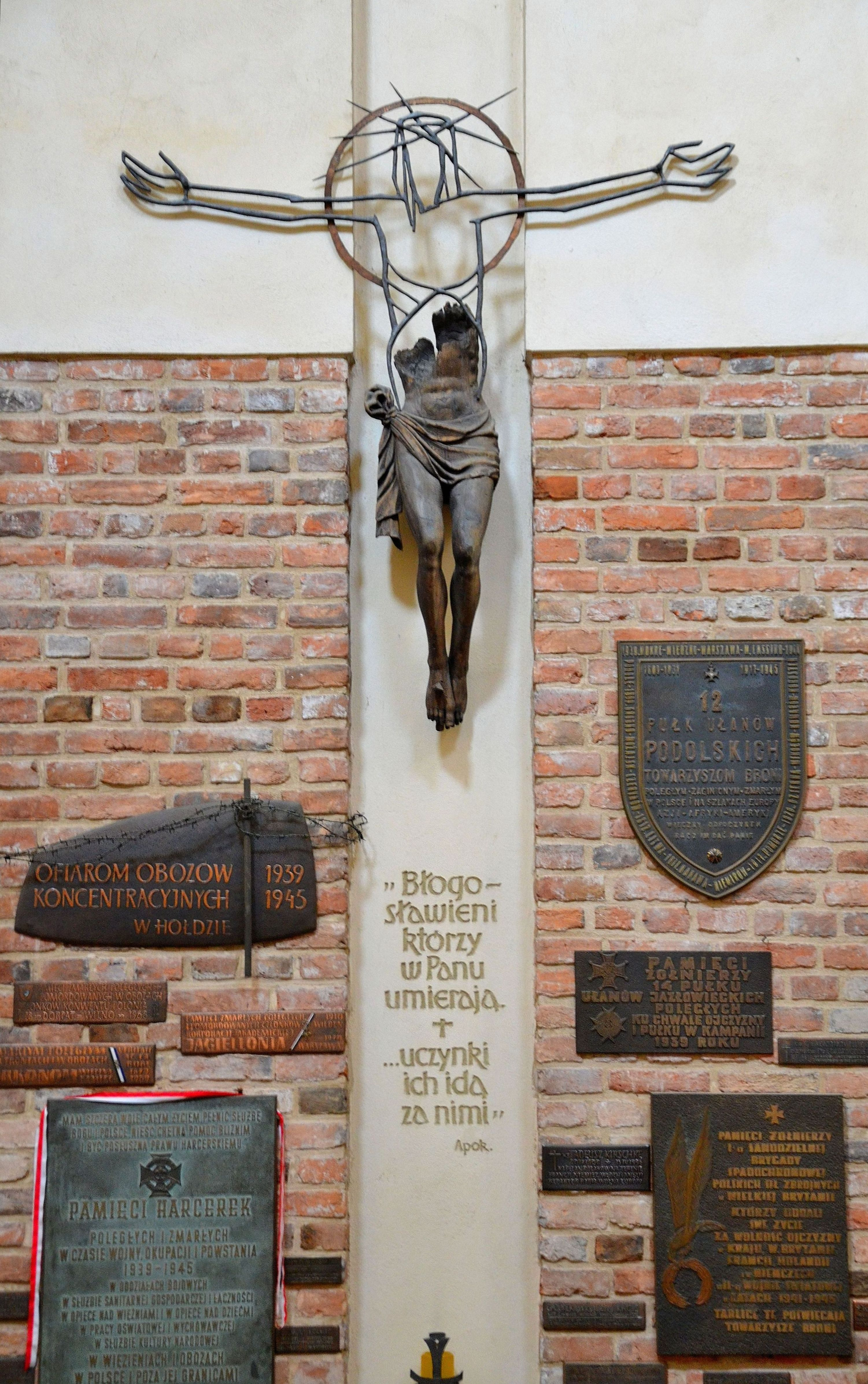
Zachowany fragment krucyfiksu z XVII wieku, zniszczonego w 1944
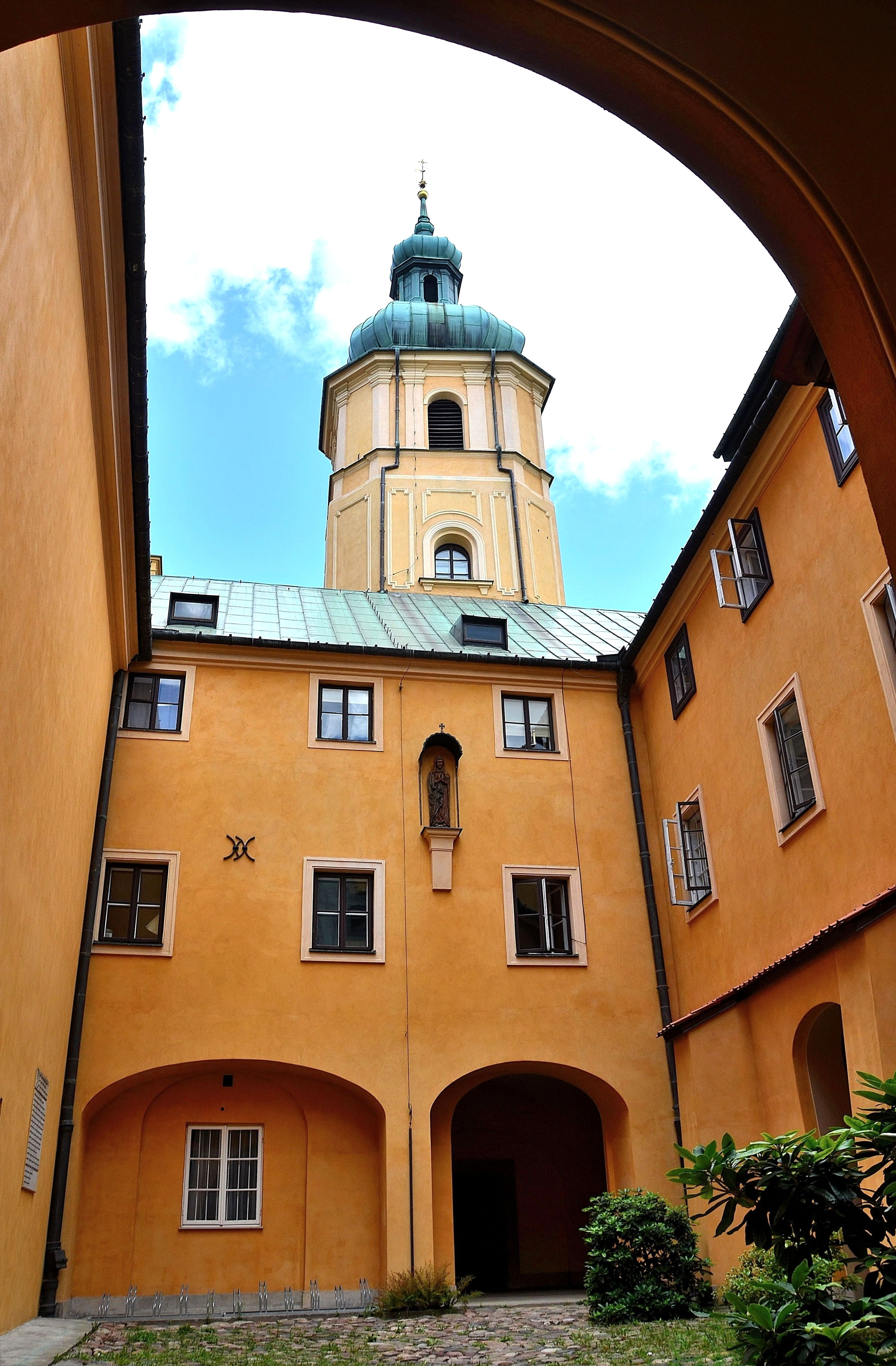
Wirydarz